# Tellina fausta
Tellina fausta är en musselart som beskrevs av Pulteney 1799. Tellina fausta ingår i släktet Tellina och familjen Tellinidae. Inga underarter finns listade i Catalogue of Life.